# Nightflyers (série télévisée)
Pour les articles homonymes, voir Nightflyers (film) et Le Volcryn.
Nightflyers ou Le Volcryn au Canada, est une série télévisée de science-fiction horrifique américaine en dix épisodes de 43 minutes créée par Jeff Buhler, diffusée du 2 au 13 décembre 2018 sur Syfy, ainsi que sur Netflix à l'extérieur des États-Unis.
L'histoire se base sur le roman court américain Le Volcryn (Nightflyers) de George R. R. Martin (1980), déjà adapté pour le film Nightflyers de T.C. Blake (1987).

## Synopsis
En 2093, la Terre est sur le point d’être détruite. Un groupe de scientifiques voyage au sein du Nighflyer dans l’espoir d’établir un premier contact avec une forme de vie extraterrestre : le Volcryn. Ils pourraient être la clé de leur survie sur Terre. Mais durant le voyage des difficultés arrivent venant de l’intérieur même du vaisseau…

## Distribution

### Acteurs principaux
- Eoin Macken (VF : Anatole de Bodinat) : Karl D'Branin, l’astrophysicien
- David Ajala (en) (VF : Eilias Changuel) : Roy Eris, le capitaine
- Jodie Turner-Smith (VF : Corinne Wellong) : Melantha Jhirl
- Angus Sampson (VF : Paul Borne): Rowan, le xéno-biologiste
- Sam Strike (en) (VF : Jim Redler) : Thale, L-1
- Maya Eshet (VF : Catherine Desplaces) : Lommie Thorne, la cybernéticienne
- Brían F. O'Byrne (VF : Nicolas Marié) : Auggie, l’ingénieur
- Gretchen Mol (VF : Micky Sebastian) : Dr Agatha Matheson, la psychiatre

### Acteurs récurrents
- Phillip Rhys (VF : Damien Boisseau) : Murphy
- Gwynne McElveen (en) (VF : Julie Turin) : Tobis
- Zoe Tapper (VF : Charlotte Marin) : Joy D'Branin, la femme de Karl
- Bronte Carmichael (VF : Cécile Vigne) : Skye D'Branin, la fille de Karl

## Production

### Développement
Le projet de George R.R. Martin a débuté en mai 2017, et le pilote a été commandé le mois suivant. Netflix embarque dans le projet en septembre.
Le 4 janvier 2018, la série est commandée, et les rôles principaux sont annoncés : Gretchen Mol (Boardwalk Empire), Eoin Macken (The Night Shift) , David Ajala (Fast & Furious 6), Sam Strike (EastEnders), Maya Eshet (Teen Wolf), Angus Sampson (Fargo), Jodie Turner-Smith (The Last Ship) et Brían F. O'Byrne (Million Dollar Baby). La série sera produite en Irlande.
En février, la production ajoute Phillip Rhys comme acteur récurrent.
Le 19 février 2019, la série est annulée.

### Fiche technique
Sauf indication contraire, les informations mentionnées dans cette section peuvent être confirmées par la base de données cinématographiques IMDb,  présente dans la section « Liens externes ».
- Titre original : Nightflyers
- Titre québécois : Le Volcryn
- Création : Jeff Buhler
- Réalisation : Andrew McCarthy, Mark Tonderai, M.J. Bassett, Mike Cahill, Maggie Kiley, Nick Murphy, Stefan Schwartz et Damon Thomas
- Scénario : Jeff Buhler, George R.R. Martin et David Schneiderman
- Direction artistique : David Ingram et David Sandefur
- Décors : Conor Dennison, David Ingram, Adam O'Neill, John King et Jacinta Leong
- Costumes : Magali Guidasci
- Photographie : Gavin Struthers, Peter Robertson et Markus Förderer
- Montage : Tad Dennis, Peter Forslund, Toby Yates et Mike Weintraub
- Musique : Will Bates
- Casting : Suzanne Smith et Gayle Pillsbury
- Production : Andrew McCarthy, Michelle Mogavero et Brian Nelson
- Sociétés de production : Universal Cable Productions, Netflix, Hypnotic, Gaeta Rosenzweig Films et Lloyd Ivan Miller Productions
- Société de distribution : Syfy
- Pays d'origine :  États-Unis
- Langue originale : anglais
- Format : couleur
- Genre : science-fiction horrifique
- Durée : 42–44 minutes
- Dates de diffusion :
  - États-Unis 2 décembre 2018 sur Syfy
  - Monde : 1er février 2019 sur Netflix

## Épisodes
1. Ce qu'on laisse derrière nous (All That We Left Behind)
2. Des torches et des fourches (Torches and Pitchforks)
3. L'Entité (The Abyss Stares Back)
4. Le Lapin blanc (White Rabbit)
5. Greywing (Greywing)
6. Le Don sacré (The Sacred Gift)
7. Transmission (Transmission)
8. Renaissance (Rebirth)
9. Icare (Icarus)
10. Tout ce que nous avons trouvé (All That We Have Found)